# Liste des cardinaux créés au XXIe siècle
Liste des cardinaux créés au XXIe siècle :
- Cardinaux créés par Jean-Paul II (1978-2005) : 72 dans 2 consistoires[1] dont le futur pape François ;
- Cardinaux créés par Benoît XVI (2005-2013) : 90 dans 5 consistoires ;
- Cardinaux créés par François (2013-2025) : 163 dans 10 consistoires, dont le futur pape Léon XIV.

Au total : 325 cardinaux créés au XXIe siècle